# 種族笑話

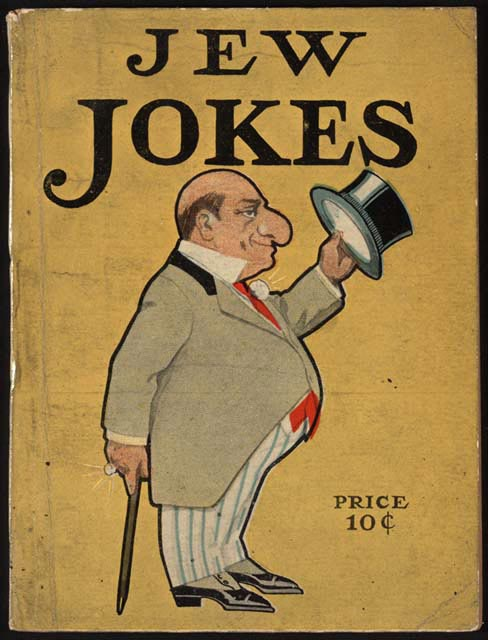
種族笑話是指針對一個民族或文化團體的幽默

種族笑話是指針對一個民族或文化團體的幽默，大多由來於族群刻板印象。雖然有人認為種族笑話有種族主義和攻擊性，但亦有人能接受嘲諷自己民族的種族笑話。

## 例子
- 英格蘭人、蘇格蘭人和愛爾蘭人
- 波兰笑话

## 外部連結
- Intergroup Humor in Bosnia （页面存档备份，存于）
- The Rhetoric of Racist Humour （页面存档备份，存于）
- When racist jokes aren't a laughing matter （页面存档备份，存于）